# Лозинский, Степан Иванович
Степан Иванович Лозинский (также — Стецик Ягорлицкий) — запорожский казак, в 1685—1695 годах, владевший «ягорлыцкими землями» в Едисане по праву гетмана, признанному за Лозинским крымскими ханами.

## Биография
Достоверных данных о дате рождения и смерти Лозинского не имеется. Известно, что в молодости Степан Лозинский достиг успехов на военном поприще, с 1675 году Речь Посполитая обращалась к его услугам. Лозинскому доверяли вылазки казаков в Корсунь с целью защиты южных польских границ. В 1676 году послы от Киевского воеводства Речи Посполитой на коронационном сейме обратились с просьбой наказать Лозинского за разграбление шляхетских имений, вследствие чего в 1677 году Лозинский, опасаясь преследований со стороны польского правительства, перешёл на сторону Крымского ханства.
По приказу султана Мехмеда IV и по предложению хана Селима I в конце 1685 года Лозинский был назначен гетманом Войска Запорожского в Едисанской Орде. Ему были вверены ягорлыцкие земли, откуда Лозинский организовывал набеги на польские владения и распространял среди крестьян Правобережья Днепра универсалы с призывали восстания в пользу Крымского ханства.
В течение 1691 года казаки Стецика Лозинского обороняли от польских войск крепость Сороки. Во время обороны крепости от гетмана сбежало несколько сотен казаков на сторону королевского ставленника Григория Гришко, что стало одной из причин капитуляции Сорок в пользу Речи Посполитой.
В октябре 1693 года войска Лозинского окружили подразделения Палия под Сороками, но Палий сумел избежать поражения.
В 1694—1695 годах отряды Самуся и Палия регулярно врывались на земли, подконтрольные Стецику Лозинскому. Во время одного из таких набегов в 1695 году Лозинский был смертельно ранен и умер через несколько дней.